# 三菱重工業横浜製作所
三菱重工業株式会社横浜製作所（みつびしじゅうこうぎょうかぶしきがいしゃよこはませいさくしょ）は、神奈川県横浜市中区にある三菱重工業の主力工場である。略称は横製（よこせい）。

## 概要
1891年（明治24年）に高島町から桜木町（現在のみなとみらい地区）に設立された横浜船渠が前身。1935年（昭和10年）に三菱重工業と合併し、三菱重工業横浜船渠となる。その後も横浜造船所、横浜製作所というように度々名称を変更している（#沿革参照）。三菱重工の基幹工場の1つ。横浜市中区錦町に本牧工場がある。
1980年（昭和55年）には、新造船事業は撤退し、改造・修繕船事業を主力事業としている。本牧工場の艦船、船舶の修繕・改造設備は、乾ドック3基、浮きドック1基、岸壁7箇所、ジブクレーン10基と、修繕船専業ヤードとしては国内最大級の設備を有している。「飛鳥II」等の客船、護衛艦、科学掘削船「ちきゅう」など特殊船の入渠が多い。

## 沿革
- 1891年（明治24年） - 有限会社横浜船渠設立。
- 1893年（明治26年） - 横浜船渠株式会社となる。
- 1935年（昭和10年） - 三菱重工業に吸収合併。三菱重工業横浜船渠となる。
- 1943年（昭和18年） - 三菱重工業横浜造船所と改称。
- 1950年（昭和25年） - 東日本重工業横浜造船所と改称。
- 1952年（昭和27年） - 三菱日本重工業横浜造船所と改称。
- 1964年（昭和39年） - 再び、三菱重工業横浜造船所と改称。
- 1966年（昭和41年） - 本牧工場新設。
- 1980年（昭和55年） - 造船所の本牧・金沢地区への移転決定。新造船事業撤退。
- 1983年（昭和58年） - 本牧・金沢地区へ工場移転。横浜工場を閉鎖し、三菱重工業横浜製作所と改称。造船所跡地は横浜みなとみらい21として再開発される。
- 2015年（平成27年） - 金沢工場を閉鎖

## 主な製品
- 風力発電機
- LNGタンク
- ごみ焼却プラント
- ガスエンジン
- 修繕船事業

## 過去の製品

### 船舶
三菱重工業横浜船渠
- 練習巡洋艦：香取 [II] - 鹿島 [II] - 香椎
- 航空母艦： 山汐丸
- 測量艦：筑紫

三菱日本重工業横浜造船所
- 敷設艦：つがる
- 潜水艦救難艦：ちはや

三菱重工業横浜造船所
- 鉄道連絡船：大雪丸_(2代) - 1965年竣工
- 輸送艦：第一号輸送艦 - 第二号輸送艦 - 第七号輸送艦 - 第八号輸送艦 - 第十三号輸送艦 - 第十六号輸送艦
- 標的艦：大浜-大指（未成）

## 住所
- 本牧工場
  - 横浜市中区錦町12番地
- 金沢工場（閉鎖）
  - 横浜市金沢区幸浦1丁目8番1号

## 横浜製作所関連会社
グループ会社
- MHPSエンジニアリング株式会社
- 菱重ファシリティー&プロパティーズ株式会社
- 三菱日立パワーシステムズ検査株式会社
- 三菱重工プラント建設株式会社
- 株式会社リョーイン
- ダイヤ食品サービス株式会社
- MHIエネルギー&サービス株式会社
- 株式会社春秋社